# Svenska rallyt 2008
Svenska rallyt 2008 var den andra deltävlingen i Rally-VM 2008 och det 57:e Svenska rallyt i ordningen. Det ägde rum 7 – 10 februari i skogarna norr om Karlstad.

## Slutställning
| Plac. | Förare             | Kartläsare           | Bil               | Tid       | Tidsskillnad | Poäng |
| ----- | ------------------ | -------------------- | ----------------- | --------- | ------------ | ----- |
| 1.    | Jari-Matti Latvala | Miikka Anttila       | Ford Focus RS     | 2.46.41,2 | -            | 10    |
| 2.    | Mikko Hirvonen     | Jarmo Lehtinen       | Ford Focus RS     | 2.47.39,5 | 58,3         | 8     |
| 3.    | Gigi Galli         | Giovanni Bernacchini | Ford Focus RS     | 2.49.04,4 | 2.23,2       | 6     |
| 4.    | Petter Solberg     | Phil Mills           | Subaru Impreza    | 2.49.40,6 | 2.59,4       | 5     |
| 5.    | Andreas Mikkelsen  | Ola Fløene           | Ford Focus RS     | 2.52.27,2 | 5.46,0       | 4     |
| 6.    | Dani Sordo         | Marc Marti           | Citroën C4        | 2.53.54,3 | 7.13,1       | 3     |
| 7.    | Toni Gardemeister  | Tomi Tuominen        | Suzuki SX4        | 2.57.16,5 | 10.35,3      | 2     |
| 8.    | Juho Hänninen      | Mikko Markkula       | Mitsubishi Lancer | 2.59.08,7 | 12.27,5      | 1     |

## Specialsträckor
| Dag        | Etapp | Namn         | Längd    | Vinnare     | Tid     | Snitthast. | Rallyledare |
| ---------- | ----- | ------------ | -------- | ----------- | ------- | ---------- | ----------- |
| 1 (7 feb)  | SS1   | Karlstad SSS | 1,90 km  | P. Solberg  | 1.28,9  | 76,9 km/h  | P. Solberg  |
| 2 (8 feb)  | SS2   | Stensjön 1   | 15,50 km | J. Latvala  | 7.24,0  | 125,7 km/h | J. Latvala  |
| 2 (8 feb)  | SS3   | Bjälverud 1  | 21,58 km | J. Latvala  | 10.33,7 | 122,6 km/h | J. Latvala  |
| 2 (8 feb)  | SS4   | Mangen 1     | 22,09 km | J. Latvala  | 12.20,7 | 107,4 km/h | J. Latvala  |
| 2 (8 feb)  | SS5   | Stensjön 2   | 15,50 km | J. Latvala  | 7.22,3  | 126,2 km/h | J. Latvala  |
| 2 (8 feb)  | SS6   | Bjälverud 2  | 21,58 km | J. Latvala  | 10.32,4 | 122,8 km/h | J. Latvala  |
| 2 (8 feb)  | SS7   | Mangen 2     | 22,09 km | J. Latvala  | 12.21,2 | 107,3 km/h | J. Latvala  |
| 2 (8 feb)  | SS8   | Karlstad SSS | 1,90 km  | G. Galli    | 1.28,2  | 77,6 km/h  | J. Latvala  |
| 3 (9 feb)  | SS9   | Horssjön 1   | 14,89 km | S. Loeb     | 9.18,1  | 96,0 km/h  | J. Latvala  |
| 3 (9 feb)  | SS10  | Hagfors 1    | 20,92 km | D. Sordo    | 11.45,8 | 106,7 km/h | J. Latvala  |
| 3 (9 feb)  | SS11  | Vargåsen 1   | 24,63 km | S. Loeb     | 13.49,1 | 106,9 km/h | J. Latvala  |
| 3 (9 feb)  | SS12  | Horssjön 2   | 14,89 km | Struken     | Struken | Struken    | J. Latvala  |
| 3 (9 feb)  | SS13  | Hagfors 2    | 20,92 km | D. Sordo    | 11.30,1 | 109,1 km/h | J. Latvala  |
| 3 (9 feb)  | SS14  | Vargåsen 2   | 24,63 km | M. Hirvonen | 13.32,5 | 109,1 km/h | J. Latvala  |
| 4 (10 feb) | SS15  | Ullen 1      | 16,25 km | H. Solberg  | 8.21,7  | 116,6 km/h | J. Latvala  |
| 4 (10 feb) | SS16  | Lesjöfors 1  | 10,49 km | H. Solberg  | 5.54,5  | 106,5 km/h | J. Latvala  |
| 4 (10 feb) | SS17  | Rämmen 1     | 21,87 km | H. Solberg  | 11.14,4 | 116,7 km/h | J. Latvala  |
| 4 (10 feb) | SS18  | Ullen 2      | 16,25 km | Struken     | Struken | Struken    | J. Latvala  |
| 4 (10 feb) | SS19  | Lesjöfors 2  | 10,49 km | H. Solberg  | 5.43,8  | 109,8 km/h | J. Latvala  |
| 4 (10 feb) | SS20  | Rämmen 2     | 21,87 km | H. Solberg  | 11.07,1 | 118,0 km/h | J. Latvala  |